# Soniamiki
Soniamiki, właśc. Zofia Mikucka (ur. 25 lipca 1982 w Zielonej Górze) – polska piosenkarka, basistka i autorka piosenek.

## Życiorys

### Wczesne lata
Ukończyła naukę na Akademii Sztuk Pięknych w Poznaniu na wydziale animacji filmowej. Po ukończeniu studiów przeprowadziła się do Łodzi.

### Kariera muzyczna
Od początku kariery posługiwała się pseudonimem Soniamiki. W 2008 współpracowała z Krzysztofem „Off Popem” Strzelczykiem nad jego winylowym minialbumem, zatytułowanym Eat The Night, który został wydany w niemieckiej wytwórni fonograficznej PoPnorama Records. W tym czasie jej autorskie piosenki stawały się popularne na niemieckim rynku muzycznym. 
W listopadzie 2009 wydała pierwszy solowy album studyjny pt. 7pm, który został wydany pod szyldem niemieckiej wytwórni Moanin’ Music. Jak tłumaczyła, polskie wytwórnie płytowe nie były zainteresowane wydawaniem jej płyt, dlatego zdecydowała się na poszukiwanie zagranicznego wydawcy. Po premierze albumu wyruszyła w trasę koncertową po Niemczech i zagrała m.in. w Bielefeldzie, Lipsku, Berlinie i Görlitz. Piosenka „Piżamka” znalazła się na albumie kompilacyjnym pt. Dzień kobiet – Muzyka jest z Wenus. 
W 2010 wystąpiła na Open’er Festival oraz wydała teledysk do piosenki „Wiem nie”, z którym zakwalifikowała się do konkursu Budapest Crosstalk Videoart Festival 2010. Pod koniec 2011 wydała teledysk interaktywny do piosenki „Night Is So Safe” – w trakcie trwania klipu widz mógł zagrać w grę, a po jej przejściu pobrać singiel za darmo. Oba utwory znalazły się na jej drugim albumie studyjnym pt. SNMK, który nagrała w Berlinie z producentem Lukasem Leonhardtem. Jest też autorką okładki płyty oraz teledysków do singli. Album promowała singlem „Lemoniada”, który zyskał popularność w Polsce i był często grany w lokalnych rozgłośniach radiowych. Po wydaniu płyty wyjechała na dwa tygodnie do Stanów Zjednoczonych. W trakcie pobytu wystąpiła na festiwalu UTOPiA, zostając pierwszym polskim wykonawcą, który wystąpił na tym festiwalu. Po powrocie z kraju napisała dziewięć nowych utworów oraz zaczęła angażować się w tworzenie sztuk wizualnych, np. zaprojektowała kolekcję ubrań dla mężczyzn, które chciała połączyć ze swoimi piosenkami. W maju zagrała koncert w Muzeum Pera w Stambule.
W czerwcu 2014 wydała singiel „Fala”, który nagrała w Radiu Łódź. W kwietniu 2016 wydała trzeci album studyjny pt. Federico, do którego napisania zainspirowała się twórczością reżysera filmowego, Federico Felliniego. Płytę promowała singlem „Fantazi”.

### Życie prywatne
Dorastała w Koninie, gdzie mieszkała do 15 roku życia.

## Dyskografia
Albumy studyjne
| Tytuł    | Dane dot. albumu                                       |
| -------- | ------------------------------------------------------ |
| 7 pm     | - Data: 20 listopada 2009 - Wydawca: Moanin’ Music     |
| SNMK     | - Data: 5 października 2012 - Wydawca: Moanin’ Music   |
| Federico | - Data: 8 kwietnia 2016 - Wydawca: Warner Music Poland |

Single
| Tytuł     | Rok  | Pozycja na liście | Album    |
| Tytuł     | Rok  | UWM               | Album    |
| --------- | ---- | ----------------- | -------- |
| "Fantazi" | 2016 | 32                | Federico |